# Problepsis emphyla
Problepsis emphyla là một loài bướm đêm trong họ Geometridae.